# Zirichiltaggia
Zirichiltaggia (in gallurese: Lucertolaio) è una canzone in gallurese scritta da Fabrizio De André e Massimo Bubola ed inclusa nell'album Rimini.

## Descrizione

### Ispirazione
Nel 1974 De André lasciò Genova e si trasferì nella tenuta “L'Agnata” a Tempio Pausania in Gallura, un posto «immerso fra boschi di sughere e querce ed emergenze granitiche» nella sperduta campagna sarda. Grazie al rapporto di amicizia con il fattore assunto per la cura della proprietà, Filippo, il cantautore diventò «un contadino gallurese», appassionandosi sempre di più all'attività di agricoltore ed accantonando in parte quella musicale; dopo quattro anni scrisse il testo di questa canzone in perfetta lingua locale, la sua prima scritta e interpretata in dialetto.

### Contenuto
Il testo racconta la classica lite tra fratelli, in particolare lo sfogo del protagonista nei confronti del fratello che si è appropriato della parte migliore dell'eredità di loro padre. Nonostante tutto, però, sua moglie e suo figlio vivono meglio della moglie e delle figlie del fratello. Il protagonista ricorda al fratello alcuni episodi in cui si è dimostrato poco coraggioso e gli rinfaccia di averlo sempre aiutato per farlo uscire dalle situazioni in cui si era cacciato, gli annuncia che se la vedranno in piazza e lo saluta «e pa lu stantu ponimi la faccia in culu».
L'arrangiamento e gli strumenti (fisarmonica e violino) ricordano il brano cajun The Back Door (La Porte d'en Arrière) di D. L. Menard (già ispirato dal brano Honky Tonk Blues di Hank Williams), ed il ritmo è più sostenuto.
Si tratta di una delle due canzoni originali di De André interamente in dialetto gallurese; l'altra è Monti di Mola, ultima traccia dell'album Le nuvole, del 1990 (mentre Ave Maria, del 1981, è invece cantata in sardo logudorese, e non è un brano originale di De André bensì un adattamento del canto popolare Deus ti salvet Maria di Bonaventura Licheri, e oltretutto è cantata per la maggior parte non da De André ma da Mark Harris).

## Musicisti
- Mario Battaini – fisarmonica
- Riccardo Pellegrino – violino

## Ripubblicazioni
- 1984 – nel cofanetto Fabrizio De André
- 1999 – nel cofanetto Opere complete
- 2006 – nella raccolta In direzione ostinata e contraria 2
- 2009 – nel cofanetto Opera completa
- 2013 – nel cofanetto Gli album originali

## Altre versioni
- 1979 – nell'album dal vivo Fabrizio De André in concerto - Arrangiamenti PFM
  - 2012 – ripubblicata nell'album Fabrizio De André + PFM - Il concerto 1978/79 (editing e restauro audio effettuati da Stefano Barzan) e nel cofanetto I concerti (ristampato nel 2013)
- 2008 – Premiata Forneria Marconi nell'album PFM canta De André
- 2015 – Davide Van De Sfroos dal vivo, durante l'evento Insieme per la Sardegna[9]
- 2015 – Cristiano De André dal vivo, durante l'Acustica Tour 2015[10]